# Helping hand
Helping hand is een verzamelalbum van Steve Khan.
Khan kreeg het verzoek muziek te schrijven bij drie reclamespotjes van Jean-Michel Folon voor het Japanse bedrijf Tokyo Gas.  Folon had tijden de platenhoezen van Khans albums verzorgd. Khan wilde eerst vroegere composities indienen, maar de Japanse opdrachtgever wilde nieuwe muziek. Kahn schreef die. Toen die muziek opgeleverd was werd de muziek in gekort tot stukjes van maximaal 1 minuut. De stukjes zouden onbekend zijn gebleven als niet tegelijkertijd Polydor Japan Khans oudere albums vanaf Eyewitness opnieuw zou uitbrengen. Polydor Japan zag wel wat in een verzamelalbum met daarbij de nieuwe muziek. Het album is opgedragen aan Heath Khan, zoon van de gitarist.

## Musici
De gegevens van de musici zijn volledig in het Japans weergegeven.

## Muziek
| Nr. | Titel                                                                   | Duur  |
| --- | ----------------------------------------------------------------------- | ----- |
| 1.  | Time of building (nieuw van Khan)                                       | 10:06 |
| 2.  | Where’s Mumphrey? (Khan, Anthony Jackson, Steve Jordan, Manolo Badrena) | 7:26  |
| 3.  | The suitcase (Khan, Jackson, Jordan, Badrena)                           | 5:01  |
| 4.  | In a silent way (Joe Zawinul)                                           | 4;49  |
| 5.  | Warm blue town (nieuw van Khan)                                         | 7:47  |
| 6.  | Blades (Khan)                                                           | 1-:47 |
| 7.  | Infante eyes (Wayne Shorter)                                            | 4:23  |
| 8.  | Dr. Slump (Khan)                                                        | 8:22  |
| 9.  | In a star’s arms (nieuw van Khan)                                       | 4:37  |
| 10. | Penetration (Steve Leonard)                                             | 6:16  |